# Indianapolis 500 in 2000
De 84e Indianapolis 500 werd gereden op zondag 28 mei 2000. Het was de vijfde keer dat de race op de kalender stond van het Indy Racing League kampioenschap en het was de vierde race uit de IndyCar Series van 2000. Colombiaans coureur Juan Pablo Montoya won de race. Hij reed de rest van het jaar in het concurrerende Champ Car kampioenschap.

## Startgrid
Greg Ray won de poleposition. Scott Harrington, Memo Gidley, Hideshi Matsuda, Roberto Guerrero, Doug Didero, Robby Unser, Jack Miller, Davy Jones en Dan Drinan konden zich niet kwalificeren voor de race.
| Rij | Binnen         | Midden             | Buiten          |
| --- | -------------- | ------------------ | --------------- |
| 1   | Greg Ray       | Juan Pablo Montoya | Eliseo Salazar  |
| 2   | Robby Gordon   | Scott Sharp        | Jeff Ward       |
| 3   | Jimmy Vasser   | Stan Wattles       | Robbie Buhl     |
| 4   | Eddie Cheever  | Mark Dismore       | Robby McGehee   |
| 5   | Scott Goodyear | Sam Hornish Jr.    | Donnie Beechler |
| 6   | Buddy Lazier   | Jason Leffler      | Al Unser Jr.    |
| 7   | Sarah Fisher   | Stéphan Grégoire   | Airton Daré     |
| 8   | Buzz Calkins   | Richie Hearn       | Raul Boesel     |
| 9   | Jimmy Kite     | Jaques Lazier      | Steve Knapp     |
| 10  | Davey Hamilton | Jeret Schroeder    | Johnny Unser    |
| 11  | Billy Boat     | Lyn St. James      | Andy Hillenburg |

## Race
| #                                                                              | Coureur                | Auto             | Team                     | Ronden | Opgave     |
| ------------------------------------------------------------------------------ | ---------------------- | ---------------- | ------------------------ | ------ | ---------- |
| 1                                                                              | Juan Pablo Montoya (R) | G-Force-Aurora   | Chip Ganassi Racing      | 200    |            |
| 2                                                                              | Buddy Lazier           | Dallara-Aurora   | Hemelgarn Racing         | 200    |            |
| 3                                                                              | Eliseo Salazar         | G-Force-Aurora   | A.J. Foyt Enterprises    | 200    |            |
| 4                                                                              | Jeff Ward              | G-Force-Aurora   | A.J. Foyt Enterprises    | 200    |            |
| 5                                                                              | Eddie Cheever          | Dallara-Infiniti | Team Cheever             | 200    |            |
| 6                                                                              | Robby Gordon           | Dallara-Aurora   | Team Menard              | 200    |            |
| 7                                                                              | Jimmy Vasser           | G-Force-Aurora   | Chip Ganassi Racing      | 199    |            |
| 8                                                                              | Stéphan Grégoire       | G-Force-Aurora   | Dick Simon Racing        | 199    |            |
| 9                                                                              | Scott Goodyear         | Dallara-Aurora   | Panther Racing           | 199    |            |
| 10                                                                             | Scott Sharp            | Dallara-Aurora   | Kelley Racing            | 198    |            |
| 11                                                                             | Mark Dismore           | Dallara-Aurora   | Kelley Racing            | 198    |            |
| 12                                                                             | Donnie Beechler        | Dallara-Aurora   | Cahill Racing            | 198    |            |
| 13                                                                             | Jaques Lazier (R)      | G-Force-Aurora   | Truscelli Racing Team    | 198    |            |
| 14                                                                             | Jeret Shroeder         | Dallara-Aurora   | Tri-Star Motorsports     | 198    |            |
| 15                                                                             | Billy Boat             | G-Force-Aurora   | A.J. Foyt Enterprises    | 198    |            |
| 16                                                                             | Raul Boesel            | G-Force-Aurora   | Cunningham Racing        | 197    |            |
| 17                                                                             | Jason Leffler (R)      | G-Force-Aurora   | Treadway Racing          | 197    |            |
| 18                                                                             | Buzz Calkins           | Dallara-Aurora   | Bradley Motorsports      | 194    |            |
| 19                                                                             | Steve Knapp            | G-Force-Infiniti | Dreyer & Reinbold Racing | 193    |            |
| 20                                                                             | Davey Hamilton         | G-Force-Aurora   | TeamXtreme               | 188    |            |
| 21                                                                             | Robby McGehee          | G-Force-Aurora   | Treadway Racing          | 187    |            |
| 22                                                                             | Johnny Unser           | G-Force-Aurora   | Indy Regency Racing      | 186    |            |
| 23                                                                             | Stan Wattles           | Dallara-Aurora   | Hemelgarn Racing         | 172    | Mechanisch |
| 24                                                                             | Sam Hornish Jr. (R)    | Dallara-Aurora   | PDM Racing               | 153    | Ongeval    |
| 25                                                                             | Airton Daré (R)        | G-Force-Aurora   | TeamXtreme               | 126    | Mechanisch |
| 26                                                                             | Robbie Buhl            | G-Force-Aurora   | Dreyer & Reinbold Racing | 99     | Mechanisch |
| 27                                                                             | Richie Hearn           | Dallara-Aurora   | Pagan Racing             | 97     | Mechanisch |
| 28                                                                             | Andy Hillenburg (R)    | Dallara-Aurora   | Fast Track Racing        | 91     | Mechanisch |
| 29                                                                             | Al Unser Jr.           | G-Force-Aurora   | Galles Racing            | 89     | Mechanisch |
| 30                                                                             | Jimmy Kite             | G-Force-Aurora   | Blueprint Racing         | 74     | Mechanisch |
| 31                                                                             | Sarah Fisher (R)       | Dallara-Aurora   | Walker Racing            | 71     | Ongeval    |
| 32                                                                             | Lyn St. James          | G-Force-Aurora   | Dick Simon Racing        | 69     | Ongeval    |
| 33                                                                             | Greg Ray               | Dallara-Aurora   | Team Menard              | 67     | Ongeval    |
| Gemiddelde snelheid : 269,737 km/h - Snelste ronde : Buddy Lazier, 351,63 km/h |                        |                  |                          |        |            |
| Aantal neutralisaties : 7 (39 van de 200 ronden in totaal)                     |                        |                  |                          |        |            |